# 근육 기억
근육 기억(muscle memory)은 일종의 절차 기억으로서, 반복을 통해 특정한 움직임의 수행력을 강화시키는 작용이다. 운동 기능 학습(motor learning)이라고도 한다.

## 종류
근육 기억은 연습을 통해 자동화 되는 일상의 여러가지 움직임에 적용된다. 대표적인 근육 기억의 예로는, 자전거 타기, 자동차 운전, 구기 운동, 키보드 타이핑, PIN 누르기, 악기 연주, 포커, 무술, 수영, 춤추기, 그림 그리기 등이 있다.